# ホイッスル〜君と過ごした日々〜
「ホイッスル〜君と過ごした日々〜」（ホイッスル きみとすごしたひび）は、日本のシンガーソングライター・miwaの楽曲。10枚目のシングルとして、2013年1月16日にSony Music Recordsから発売。

## 概要
前作「ヒカリヘ」から約5か月後のリリースとなる2013年最初のシングル。初回生産限定盤A・初回生産限定盤B・通常盤の3形態で発売。CDの曲目#3、#4が、3形態ともそれぞれ異なるバージョンで収録されている。
初回生産限定盤AとBは異なる色のカラートレイ仕様で、それぞれ別の映像を収録したDVDが付属されている。
「ホイッスル〜君と過ごした日々〜」は、第91回全国高等学校サッカー選手権大会の応援歌に採用され、決勝戦の試合開始前に、現地にてmiwa本人により歌唱披露された。
楽曲制作にあたり、山形県の地区予選を現地観戦するなど、高校サッカーの試合に足を運び、書き上げていったという。
カップリング曲「カラ*フル」のアコースティックバージョンが次作のシングル「ミラクル」に収録されている。

## 収録曲
全作詞・作曲：miwa

### CD
初回生産限定盤A
1. ホイッスル〜君と過ごした日々〜 [5:00]
編曲：Quatre-M
2. カラ*フル [4:08][5]
編曲：Naoki-T
11thシングル「ミラクル」に別バージョンを収録。
3. HiKARiE (English×guitar version) [2:59]
編曲：Naoki-T、訳詞：Nash & Gene
4. ヒカリヘ (humming×guitar version) [2:59]
編曲：Naoki-T
5. ホイッスル〜君と過ごした日々〜 (instrumental)

初回生産限定盤B
1. ホイッスル〜君と過ごした日々〜
2. カラ＊フル
3. HiKARiE (English×piano version) [3:11]
編曲：Naoki-T、訳詞：Nash & Gene
4. ヒカリヘ (humming×piano version) [3:10]
編曲：Naoki-T
5. ホイッスル〜君と過ごした日々〜 (instrumental)

通常盤
1. ホイッスル〜君と過ごした日々〜
2. カラ＊フル
3. HiKARiE (English×original version) [4:55]
編曲：Naoki-T、訳詞：Nash & Gene
4. ヒカリヘ (instrumental synth theme) [2:43]
編曲：Naoki-T
5. ホイッスル〜君と過ごした日々〜 (instrumental)

### DVD
初回生産限定盤A
- 「ホイッスル〜君と過ごした日々〜」
ビデオクリップスペシャルバージョン+メイキング

初回生産限定盤B
- miwa acoustic live tour 2012 “acoguissimo2”より （収録：2012/10/20 大分DRUM Be-0）